# Elecciones provinciales de Formosa de 1983
Las elecciones generales de la provincia de Formosa de 1983 tuvieron lugar el 30 de octubre del mencionado año para elegir los cargos de Gobernador y Vicegobernador, y las 30 bancas que posee la Legislatura Provincial, luego del golpe de Estado. El peronista Floro Bogado fue elegido con el 42.85% de los votos contra el 27.58% de la Unión Cívica Radical y el 23.11% del Movimiento de Integración y Desarrollo.

## Reglas electorales
- Gobernador y vicegobernador electos por mayoría simple.
- 30 diputados, la totalidad de los miembros de la Cámara de Diputados Provincial. Electos por toda la provincia por sistema d'Hondt con un piso electoral de 3%. Luego se determinaría a 15 que cumplirían un mandato completo hasta 1987, y otros 15 que cumplirían medio mandato hasta las próximas elecciones, en 1985.

## Resultados

### Gobernador y vicegobernador
| Fórmula                | Fórmula               | Partido               | Partido                                | Votos   | %     |
| Gobernador             | Vicegobernador        | Partido               | Partido                                | Votos   | %     |
| ---------------------- | --------------------- | --------------------- | -------------------------------------- | ------- | ----- |
| Floro Eleuterio Bogado | Lisbel Rivira         |                       | Partido Justicialista                  | 51.867  | 42,85 |
| José E. Guanes         |                       |                       | Unión Cívica Radical                   | 33.383  | 27,58 |
| Rodolfo Rhiner         |                       |                       | Movimiento de Integración y Desarrollo | 27.969  | 23,11 |
|                        |                       |                       | Movimiento Línea Popular               | 5.998   | 4,96  |
|                        |                       |                       | Partido Demócrata Cristiano            | 713     | 0,59  |
|                        |                       |                       | Partido Intransigente                  | 391     | 0,32  |
|                        |                       |                       | Partido Comunista                      | 373     | 0,31  |
|                        |                       |                       | Partido para la Democracia Popular     | 336     | 0,28  |
| Votos positivos        | Votos positivos       | Votos positivos       | Votos positivos                        | 121.030 | 95,66 |
| Votos en blanco        | Votos en blanco       | Votos en blanco       | Votos en blanco                        | 4.469   | 3,53  |
| Votos nulos            | Votos nulos           | Votos nulos           | Votos nulos                            | 1.023   | 0,81  |
| Participación          | Participación         | Participación         | Participación                          | 126.522 | 72,92 |
| Electores registrados  | Electores registrados | Electores registrados | Electores registrados                  | 166.651 | 100   |
| Fuente:                |                       |                       |                                        |         |       |

### Cámara de Diputados
| ← 1973 · Cámara de Diputados · 1985 → | ← 1973 · Cámara de Diputados · 1985 →  | ← 1973 · Cámara de Diputados · 1985 → | ← 1973 · Cámara de Diputados · 1985 → | ← 1973 · Cámara de Diputados · 1985 → | ← 1973 · Cámara de Diputados · 1985 → | ← 1973 · Cámara de Diputados · 1985 → |
| Partido                               | Partido                                | Votos                                 | %                                     | Bancas                                | Bancas                                | Bancas                                |
| Partido                               | Partido                                | Votos                                 | %                                     | 1983-1985                             | 1983-1987                             | Total                                 |
| ------------------------------------- | -------------------------------------- | ------------------------------------- | ------------------------------------- | ------------------------------------- | ------------------------------------- | ------------------------------------- |
|                                       | Partido Justicialista                  | 51.622                                | 42,83                                 | 6/15                                  | 7/15                                  | 13/30                                 |
|                                       | Unión Cívica Radical                   | 33.548                                | 27,83                                 | 4/15                                  | 5/15                                  | 9/30                                  |
|                                       | Movimiento de Integración y Desarrollo | 27.546                                | 22,85                                 | 4/15                                  | 3/15                                  | 7/30                                  |
|                                       | Movimiento Línea Popular               | 5.813                                 | 4,82                                  | 1/15                                  |                                       | 1/30                                  |
|                                       | Partido Demócrata Cristiano            | 873                                   | 0,72                                  |                                       |                                       |                                       |
|                                       | Partido Intransigente                  | 404                                   | 0,34                                  |                                       |                                       |                                       |
|                                       | Partido Comunista                      | 389                                   | 0,32                                  |                                       |                                       |                                       |
|                                       | Partido para la Democracia Popular     | 344                                   | 0,29                                  |                                       |                                       |                                       |
| Votos positivos                       | Votos positivos                        | 120.539                               | 95,27                                 |                                       |                                       |                                       |
| Votos en blanco                       | Votos en blanco                        | 4.970                                 | 3,93                                  |                                       |                                       |                                       |
| Votos nulos                           | Votos nulos                            | 1.013                                 | 0,80                                  |                                       |                                       |                                       |
| Participación                         | Participación                          | 126.522                               | 75,92                                 |                                       |                                       |                                       |
| Electores registrados                 | Electores registrados                  | 166.651                               | 100                                   |                                       |                                       |                                       |
| Fuente:                               |                                        |                                       |                                       |                                       |                                       |                                       |